# 藤井マリー
藤井 マリー（ふじい マリー、1994年〈平成6年〉6月10日 - ）は、日本のレースクイーン、タレント、グラビアモデル。愛称は「まーりん」。ワンエイトプロモーション所属。
神奈川県横浜市出身。パキスタン（父）と日本（母）のハーフである。祖父は元西鉄ライオンズ初代監督の宮崎要。

## 略歴

### 芸能界入り - 恵比寿マスカッツへ
小学校低学年までメキシコに在住する。小学6年生の時にスカウトされて芸能事務所に所属する。中学時代は別の事務所にスカウトされて入所したが、それぞれ短期間で辞めている。高校卒業後は化粧品会社に就職したが、このとき芸能活動時代の知人に会ったことをきっかけに、23歳でワンエイトプロモーションと契約を結び芸能活動を再スタートした。ワンエイトの同期には同い年の香月わかな（現在は退所）がいる。
2017年のSUPER GTとスーパーフォーミュラで「ITOCHU ENEX IMPUL LADY」としてレースクイーン活動を行う（小山桃の代役）。12月からアプリゲーム「デスティニーチャイルド」公認サポーターを日乃まそら、藤原亜紀乃と務める。
2018年にSUNOCOイメージガールを務める。6月29日に恵比寿マスカッツ1.5に研修生として加入し、8月24日に恵比寿マスカッツ正式メンバーに昇格する。
2019年と2020年の2年連続で「ADVICS muta Racing Fairies」としてSUPER GTとスーパー耐久のレースクイーンを務める。「KCMGエンジェルス」として2019年のスーパーフォーミュラやTCR JAPANのレースクイーンも務めた。
2020年4月3日、4日に開催の『KHAOS.10』でラウンドガール「KHAOS GIRLS」を務める。9月2日に恵比寿マスカッツ卒業を発表する。

### ZENT sweetiesとraffinee Lady
2021年2月1日に鈴原紗央、七海ティナとともに3人組ガールズユニット『mushream』（マシュリーム）を結成し、3月24日にデビューシングル「GENESIS」を発売する。2月にレースクイーンユニット「ZENT sweeties」の2021年度メンバーを決めるSHOWROOMオーディションにエントリーし、亀澤杏奈とともにSHOWROOM選考メンバーとしてZENT sweetiesに加入する。また2021年のスーパーフォーミュラでは「KONDO Racing raffinee Lady」を担当。同じ事務所の真木しおりとともに、ワンエイトプロモーション所属者として初めてraffinee Ladyを務めた。
2022年1月15日に東京オートサロン2022（幕張メッセ）で発表された『日本レースクイーン大賞2021』で「クリッカー賞」を受賞する。この年も引き続き「ZENT sweeties」（SUPER GT）と「raffinee Lady」（スーパー耐久）を兼任する。9月25日に、raffinee Ladyのコスチュームが『日本レースクイーン大賞2022』コスチュームグランプリを受賞し、東京オートサロンイメージガール『A-class』の2023年度メンバーに選出された。
2022年7月4日発売『週刊プレイボーイ』の「次世代グラドルクビレ番付 2022年夏場所」で「東の横綱」に選出された。
2023年1月14日に東京オートサロン『日本レースクイーン大賞2022表彰式』で大賞5名に選出され、2023年度冠スポンサーの「Adam賞」（GMOアダム）をA-classやsweetiesで共働した松田蘭と共に受賞した。
2023年3月23日に『レースクイーン・オブ・ザ・イヤー』22 - 23を受賞。同賞としては通算22人目の受賞者となった。同年も3年連続でraffinee Ladyを務めるが、SUPER GTではZENT sweetiesからARTA GALSに異動した。

### レースクイーン卒業
2023年10月1日、自身のX（旧Twitter）を更新し、今シーズン限りでレースクイーンを卒業すると報告。また、同日更新した自身のブログにてモータースポーツへの想い、サーキットで出会えた人達への感謝の気持ちとこれから進む道を長文で綴った。

## 人物
- 趣味は岩盤浴、テニス、散歩など。
- 特技はバトントワリング[11]、メイクなど。
- 好きなものは恐竜、漫画、月など。
- 父と母は再婚で兄と姉とは異父兄妹となる[34][35]。ひとりだけハーフだったが、幼少時から中学に上がるくらいまでは、それに気づかなかった[34][35]。
- メキシコ在住時は父の浮気相手から標的となり[8]、嫌がらせでサソリや毒蜘蛛が入った段ボールを自宅の窓から投げ入れられたことがある[34][36]。
- 長男だった父は実家に跡取り息子を残すため3年ほど失踪。パキスタンに子供を作りに行ったみたいでと藤井は振り返る。母の知らない間に一夫多妻のパキスタンで、別の妻との間に子供を設けたことが原因で離婚。父が突然外国人の子供を連れて帰ってきた際の、お前の弟と妹だよと紹介された記憶は、幼いながらにショックだったという[34][36]。

## 出演

### テレビ番組
- 水曜日のダウンタウン（2020年2月5日、TBSテレビ）- 八百長恋愛サバイバル[37]
- 鎧美女 初夏の特別版（2022年5月3日〈2日深夜〉、フジテレビONE）- 甲冑：加藤清正[38]
- 麻雀最極決定戦！サバイバルバトル極雀 season37・41（2023年2月27日[39]、11月22日[40]、フジテレビONE）- 極雀ガール

### 映画
- 家出レスラー（2024年5月17日、ブシロードムーブ）[41]

### ウェブ配信
- デスティニーチャイルド公開サポーターオーディション（2017年12月10日、LineLive） - モナ役 [42]
- ヒロミ・指原の“恋のお世話始めました”（2023年6月30日、ABEMA）[43]

### モデル
- CP+2018「Nikonブース」（2018年3月、パシフィコ横浜）[44]
- デスティニーチャイルド公認サポーター（2018年12月、NextFloor／ステアーズ）- モナ役[45]
- 東京オートサロン2019「DAIHATSUブースコンパニオン」（2019年1月、幕張メッセ）[共演 4]
- 東京オートサロン2020「ADVICSブースコンパニオン」（2020年1月、幕張メッセ）[共演 5]

### 舞台
- 青空メロディーズ～We are baseball girls!!～（2024年2月1日 - 2月4日、大塚・萬劇場） - 磯野杏子 役[48]
- 青空メロディーズ〜2nd melody〜（2024年7月24日 - 7月28日、新宿村LIVE） - 磯野杏子 役[49]
- 青空メロディーズ〜3nd melody〜（2025年1月16-19日 CBGKシブゲキ‼）- 磯野杏子 役[50]
- 青空メロディーズ〜Last melody〜（2025年7月24-27日 CBGKシブゲキ‼- 磯野杏子 役[51]

## 作品

### イメージビデオ
- くびれボディ（2019年1月24日、イーネット・フロンティア）[52]
- マリーゴールド（2021年3月20日、ラインコミュニケーションズ）[53]
- マリンブルー（2022年3月18日、イーネット・フロンティア）